# مورو ۷۹۰۴
سیارک ۷۹۰۴ (به انگلیسی: 7904 Morrow، نامگذاری:1997JL4) هفت هزار و نهصد و چهارمین سیارک کشف شده‌است که در ۱ مه ۱۹۹۷ کشف شد.
قدر مطلق سیارک برابر ۱۳٫۶۰ است.